# Parc d'État Sebago Lake
Le parc d'État Sebago Lake (anglais : Sebago Lake State Park) est un parc d'État du Maine (États-Unis). Il est situé au nord du lac Sebago, sur le territoire des villes de Naples et de Casco dans le comté de Cumberland. Il a été créé en 1938 et il est l'un des cinq premiers parcs d'État du Maine. Le parc de 570 ha est ouvert toute l'année.